# Lac Texcoco
 (juin 2022).
Si vous disposez d'ouvrages ou d'articles de référence ou si vous connaissez des sites web de qualité traitant du thème abordé ici, merci de compléter l'article en donnant les références utiles à sa vérifiabilité et en les liant à la section « Notes et références ».
Le lac Texcoco est un ancien lac salé et lac de soude du Mexique, situé dans la vallée de Mexico, à plus de 2 000 mètres d'altitude. Ce lac fermé, sans cours d'eau émissaire, formait avec les lacs Xaltocan, Zumpango, Chalco et Xochimilco un grand bassin endoréique d'une surface d'environ 7 868 km2.
Il a été asséché pendant quatre siècles afin de contrer le problème des inondations et il ne subsiste aujourd'hui du lac Texcoco qu'un marais salant de quelques dizaines de kilomètres carrés et quelques petits lacs dans les régions de Xochimilco, Chalco, et Zumpango.

## Époque précolombienne

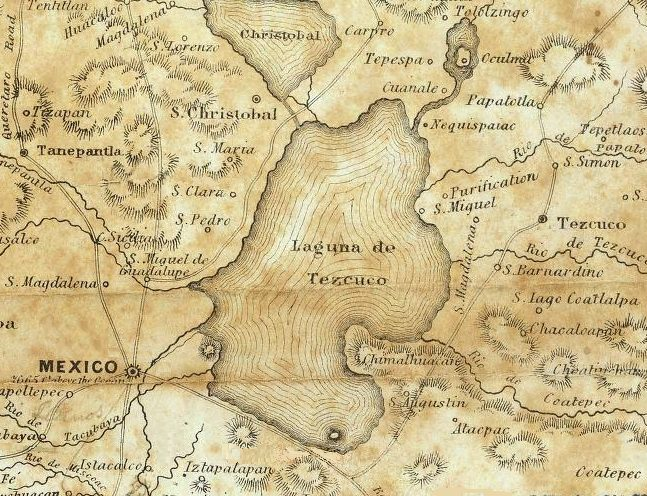
L'ancien lac Texcoco en 1847.

L'agriculture autour du lac remonterait à plus de 7 000 ans. On retrouve ensuite les traces de plusieurs villages précolombiens datés entre 1100 et 1700 av. J.-C. comme le site archéologique de Cuicuilco situé au sud du lac. Cet important centre culturel aurait atteint son apogée en 800 av. J.-C., c’est-à-dire au cours de l'époque préclassique de la mésoamérique, et aurait été détruit par le volcan Xitle aux alentours de 200 av. J.-C. Cette destruction pourrait être à l'origine de la montée en puissance de Teotihuacan située un peu plus au nord, en raison d'une migration des sinistrés vers ce centre urbain.
Après la chute de Teotihuacan entre 600 et 800 ap. J.-C., plusieurs autres villes sont apparues autour du lac, comme Xoloc, Azcapotzalco, Tlacopan, Coyohuacan, Culhuacán, Chimalpa et Chimalhuacán[réf. nécessaire] d'influence Toltèque et Chichimèque. Elles coexistèrent, plus ou moins en paix, pendant plusieurs siècles et aucune ne prédomina réellement. Cette période est décrite comme un âge d'or par les Aztèques.
Vers 1300, la cité tépanèque d'Azcapotzalco aurait alors commencé à dominer la région.[pas clair]

## Tenochtitlán
Vers 1325, les Aztèques fondèrent Tenochtitlán sur un petit îlot à l'ouest du lac Texcoco. Ils créèrent également plusieurs barrages qui leur permettaient de contrôler le niveau d'eau et d'obtenir dans le même temps de l'eau potable grâce à la séparation de l'eau de pluie et de l'eau salée du lac.
Ils créèrent également autour de l'île centrale, un système de canaux et d'îles artificielles, les chinampas, qui leur permettaient de pratiquer l'agriculture et qui participaient également à la maîtrise des inondations.
Lorsque Hernán Cortés arriva et fit le siège de Tenochtitlan, il détruisit ces barrages. C'est pourquoi pendant la période coloniale au XVIIe siècle, la ville de Mexico fut soumise à de nombreuses inondations. Le modèle économique calqué sur le modèle ibérique, délaissant le transport par canoë, entra en contradiction avec l'existence même du lac. En 1608, il fut décidé de détourner la rivière Cuantitlan.

## Époque moderne

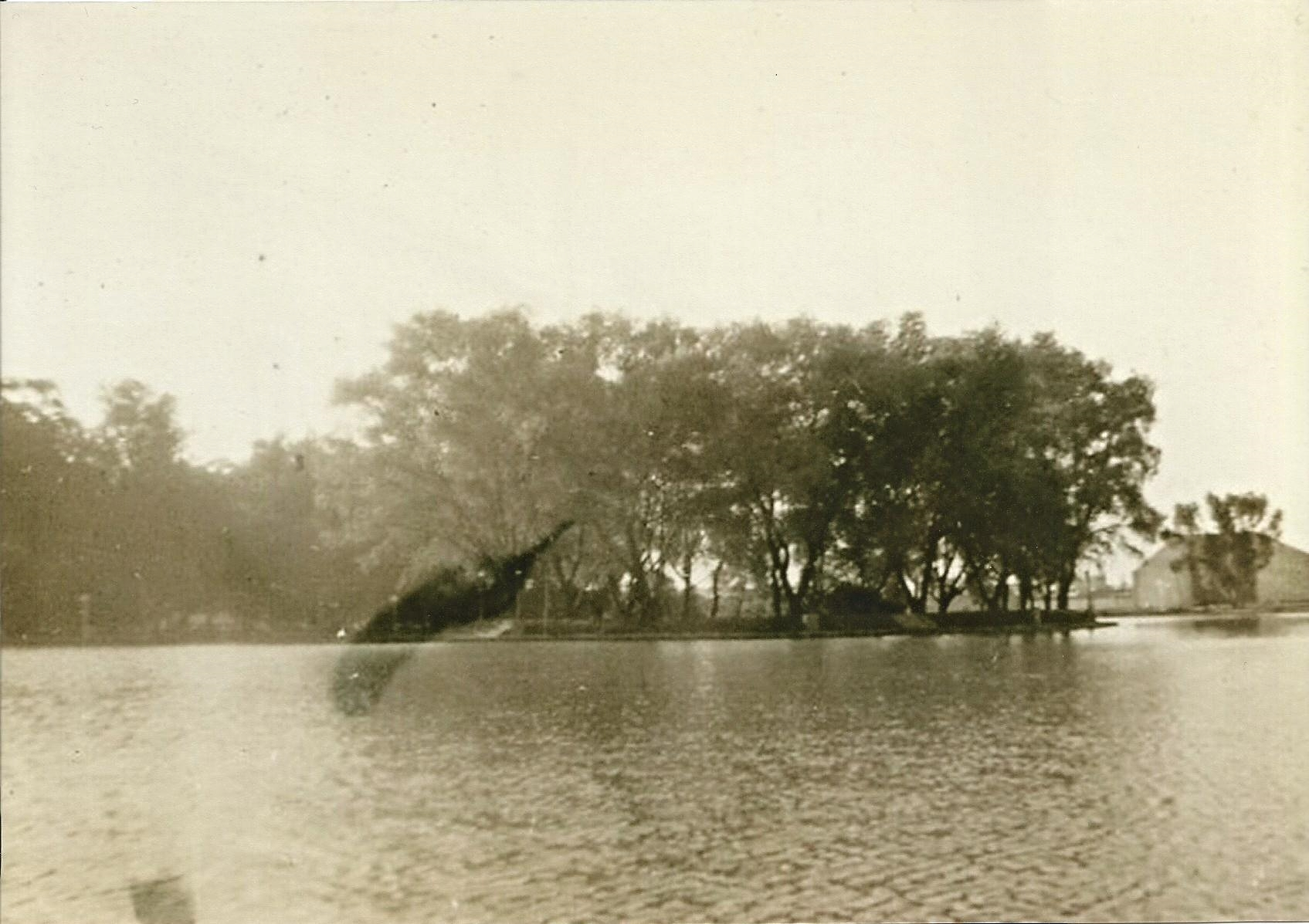
Vue du lac dans les années 1940.

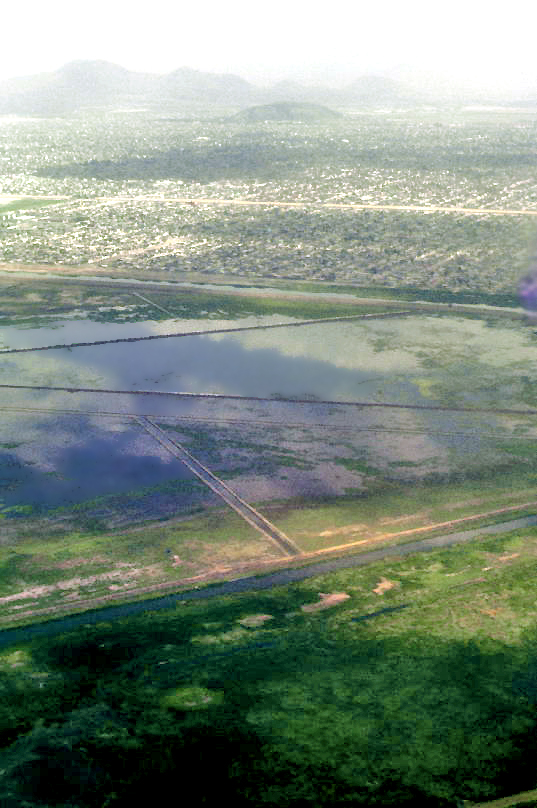
Vue aérienne des marais en 1986.

À partir du XVIIIe siècle, on commença à assécher le lac par l'intermédiaire de canaux et d'un tunnel en direction du fleuve Pánuco. Ceci n'endigua pas immédiatement les inondations car la majeure partie de la ville était alors située sous le niveau phréatique.
On ne stoppa réellement les inondations qu'à partir du XXe siècle et de la construction du Drenaje Profundo. En effet, en 1967 a commencé la construction d'un réseau de plusieurs centaines de kilomètres de tunnels, entre 30 et 250 mètres de profondeur. Le tunnel central a un diamètre de 6,5 mètres et évacue l'eau de pluie hors de la vallée.
Cependant, les conséquences écologiques de l'assèchement sont énormes et Mexico souffre désormais d'un manque d'eau. De plus, avec son développement (tout comme de nombreuses villes du Mexique) et le pompage de l'eau potable en profondeur, la ville s'enfonce peu à peu dans le sol par subsidence, de plusieurs centimètres chaque année. Le climat local est chaud et sec là où avant, le climat était tempéré et sec.
Le lac fait aujourd'hui 70 km2.

## Caractéristiques
Ce lac appartient au groupe de lacs qui composent la vallée du Mexique. Ces lacs sont au nombre de cinq : Texcoco, Zumpango, Xaltocan, Xochimilco et Chalco. A la saison des pluies, ces cinq lacs se rejoignent et forment alors un système de lacs. 
Dans sa région occidentale, le lac Texcoco possède de nombreux îlots, dont la plupart sont plats. Ceux-ci ont servi d'habitat pour les populations préhispaniques du Mexique.

## Biodiversité
Le lac est connu pour l'axolotl.